# Селенид тулия
Селенид тулия — бинарное неорганическое соединение тулия и селена с формулой TmSe.

## Получение
Спекание тулия и селена с последующей очисткой плавлением в вакууме:
{\displaystyle {\mathsf {Tm+Se\ {\xrightarrow {\ }}TmSe}}}

## Физические свойства
Селенид тулия образует красно-коричневые кристаллы кубической сингонии, пространственная группа F m3m, параметры ячейки a = 0,5640 нм, Z = 4, структура типа хлорида натрия NaCl.
Соединение конгруэнтно плавится при температуре 2060 °C, а при температурах 1100 °C и 1730 °C в соединении происходят фазовые переходы.
Температура Нееля 1,85—2,8 K.